# Чимаев, Хамзат Хизарович
Хамза́т Хиза́рович Чима́ев (род. 1 мая 1994, Гвардейское, Чечня) — российский боец смешанных единоборств, представляющий ОАЭ. Выступает под эгидой UFC в средней (ранее — в полусредней) весовой категории. Действующий чемпион UFC в среднем весе, шестой чемпион UFC из России. Занимает 4 строчку официального рейтинга UFC среди лучших бойцов независимо от весовой категории (англ. pound-for-pound).

## Биография
Родился 1 мая 1994 года в селе Гвардейское Надтеречного района Чеченской Республики, где и провёл детство и юность. Чеченец. Во время учёбы в школе начал заниматься борьбой, выступал на чемпионатах Чечни в своей возрастной категории. Отца Хамзата зовут Хизар, по состоянию на 2019 год мужчина был единственным членом семьи Чимаевых, продолжающим жить в Чеченской Республике. В возрасте 16 лет уехал в Швецию с семьей в статусе беженцев. За несколько лет успел поработать на фабрике и секьюрити в ночном клубе. В Швеции занимался вольной борьбой и участвовал в соревнованиях, став чемпионом страны сразу в двух весовых категориях: полусредней и средней. По стечению обстоятельств оказался на тренировке секции по ММА и проявил к этому интерес. Позже начал тренироваться в зале Allstars Gym Sweden. Познакомился с именитым бойцом смешанных боевых искусств Александром Густафссоном.
У Хамзата есть старший брат по имени Артур, который участвует в соревнованиях по вольной борьбе. Чимаев стал представлять Швецию на соревнованиях по смешанным единоборствам, переехав в Кальмар, когда ему было 19 лет. У Хамзата есть заметный шрам на верхней губе, который он получил в возрасте двух лет, когда упал на бетонную лестницу, в результате чего он не мог нормально дышать через одну ноздрю. Прежде чем начать профессионально участвовать в соревнованиях, Чимаев работал на птицефабрике в Кальмаре, а также охранником в ночном клубе.
В сентябре 2024 года заявил, что не имеет гражданства кроме российского, однако вскоре после этого объявил о получении паспорта ОАЭ, на территории которых тренируется и проживает большую часть времени, а также под флагом которых выходит в UFC.

### Начало профессиональной карьеры
Хамзат Чимаев начал карьеру в ММА с выступлений по любителям. В 2017 году он выиграл три боя, и в 2018 дебютировал как профессионал. Первые две победы одержал в промоушенах FCR и IRFA, затем подписал контракт с промоушеном Brave CF. После того, как победил в шести боях подряд, был приглашен в UFC.

### Ultimate Fighting Championship
Хамзат дебютировал в крупнейшей организации мира Ultimate Fighting Championship 15 июля 2020 года в бою против Джона Филлипса на турнире UFC on ESPN 13, выиграв сабмишном. Следующий бой провел через рекордные для промоушена 10 дней против Риса МакКи на турнире UFC on ESPN 14, где также выиграл нокаутом.
19 сентября 2020 года Хамзат провел третий бой в Ultimate Fighting Championship на турнире UFC Fight Night: Ковингтон vs. Вудли, где выиграл нокаутом у Джеральда Мершарта.
1 марта 2021 года после продолжительного лечения от COVID-19 Хамзат объявил у себя в Instagram о завершении выступлений в UFC.
23 августа 2021 года, спустя 5 месяцев после объявления о завершении карьеры Хамзат анонсировал своё возвращение в октагон на UFC 267 (30 октября 2021 года).

## Титулы и достижения

### Смешанные единоборства
Ultimate Fighting Championship
- - Чемпион UFC в среднем весе (один раз, действующий)
  - Бонус за «Выступление вечера» (6 раз) против: Джона Филлипса, Риса МакКи, Джеральда Миршерта, Ли Цзинлян, Роберта Уиттакера и Дрикуса дю Плесси
  - Бонус за «Бой вечера» (1 раз) против: Гилберта Бёрнса
  - Рекорд по самым быстрым последовательным победам в истории UFC (десять дней)
  - Рекорд самой быстрой серии из трех побед в истории UFC (66 дней)

### Вольная борьба
- Национальный чемпионат Швеции по вольной борьбе 2015 года в весовой категории до 86 кг — [21]
- Национальный чемпионат Швеции по вольной борьбе 2016 года в весовой категории до 86 кг — [22]
- Национальный чемпионат Швеции по вольной борьбе 2018 года в весовой категории до 92 кг — [23]

## Статистика в профессиональном ММА
| Боёв 15  | Побед 15 | Поражений 0 |
| -------- | -------- | ----------- |
| Нокаутом | 6        | 0           |
| Сдачей   | 6        | 0           |
| Решением | 3        | 0           |

| Результат | Рекорд | Соперник          | Способ                    | Турнир                                    | Дата             | Раунд | Время | Место                  | Примечание |
| --------- | ------ | ----------------- | ------------------------- | ----------------------------------------- | ---------------- | ----- | ----- | ---------------------- | --- |
| Победа    | 15-0   | Дрикус дю Плесси  | Единогласное решение      | UFC 319                                   | 17 августа 2025  | 5     | 5:00  | Чикаго, Иллинойс, США  | Завоевал титул чемпиона UFC в среднем весе; «Выступление вечера» (6)                                                                                          |
| Победа    | 14-0   | Роберт Уиттакер   | Сдача (залом челюсти)     | UFC 308                                   | 26 октября 2024  | 1     | 3:34  | Абу-Даби, ОАЭ          | «Выступление вечера» (5) |
| Победа    | 13-0   | Камару Усман      | Решение большинства       | UFC 294                                   | 21 октября 2023  | 3     | 5:00  | Абу-Даби, ОАЭ          | Вернулся в средний вес |
| Победа    | 12-0   | Кевин Холланд     | Сдача (Д’Арс)             | UFC 279                                   | 11 сентября 2022 | 1     | 2:13  | Лас-Вегас, Невада, США | Бой в промежуточном весе (81,6 кг) |
| Победа    | 11-0   | Гилберт Бёрнс     | Единогласное решение      | UFC 273                                   | 9 апреля 2022    | 3     | 5:00  | Джексонвилл, США       | «Лучший бой вечера» (1) |
| Победа    | 10-0   | Ли Цзинлян        | Сдача (удушение сзади)    | UFC 267                                   | 30 октября 2021  | 1     | 3:16  | Абу-Даби, ОАЭ          | Вернулся в полусредний вес; «Выступление вечера» (4) |
| Победа    | 9-0    | Джеральд Миршерт  | KO (удар)                 | UFC Fight Night: Ковингтон vs. Вудли      | 19 сентября 2020 | 1     | 0:17  | Лас-Вегас, США         | Бой среднем весе; «Выступление вечера» (3) |
| Победа    | 8-0    | Рис МакКи         | TKO (удары)               | UFC on ESPN: Уиттакер vs. Тилл            | 25 июля 2020     | 1     | 3:09  | Абу-Даби, ОАЭ          | Вернулся в полусредний вес. Установил рекорд быстрее всех в новейшей истории UFC (с 2001-го) одержав две победы подряд (за 10 дней). «Выступление вечера» (2) |
| Победа    | 7-0    | Джон Филлипс      | Сдача (Д’Арс)             | UFC on ESPN: Каттар vs. Иге               | 16 июля 2020     | 2     | 1:12  | Абу-Даби, ОАЭ          | Дебют в UFC; «Выступление вечера» (1) |
| Победа    | 6-0    | Мзвандиле Хлонгва | Техническая сдача (Д’Арс) | Brave CF 27 — Abdouraguimov vs. Al-Selawe | 4 октября 2019   | 2     | 1:15  | Абу-Даби, ОАЭ          | |
| Победа    | 5-0    | Икрам Алискеров   | KO (апперкот)             | Brave CF 23 — Pride & Honor               | 19 апреля 2019   | 1     | 2:26  | Амман, Иордания        | Бой в промежуточном весе (81,6 кг). «Нокаут вечера» |
| Победа    | 4-0    | Сидни Уилер       | TKO (удары)               | Brave CF 20 — Chimaev vs. Sidney          | 22 декабря 2018  | 1     | 0:35  | Хайдарабад, Индия      | |
| Победа    | 3-0    | Марко Кисич       | TKO (удары)               | Brave CF 18 — Mineiro vs. Selwady         | 16 ноября 2018   | 1     | 3:12  | Манама, Бахрейн        | Дебют в полусреднем весе |
| Победа    | 2-0    | Оле Магнор        | Сдача (удушение сзади)    | FCR 3 — Fight Club Rush 3                 | 18 августа 2018  | 1     | 4:23  | Вестерос, Швеция       | Дебют в среднем весе |
| Победа    | 1-0    | Гард Ольве Саген  | TKO (удары)               | IRFA — International Ring Fight Arena 14  | 26 мая 2018      | 2     | 0:05  | Уппсала, Швеция        | Дебют в ММА. Бой в промежуточном весе (80 кг) |

## Статистика в любительском ММА
| Результат | Рекорд | Соперник      | Способ                      | Турнир                            | Дата             | Раунд | Время | Место                | Примечание |
| --------- | ------ | ------------- | --------------------------- | --------------------------------- | ---------------- | ----- | ----- | -------------------- | ---------- |
| Победа    | 3-0    | Аднан Музич   | Технический нокаут (удары)  | Nordic Warrior Nordic Warrior 3   | 14 апреля 2018   | 1     | 0:57  | Нючёпинг, Швеция     |            |
| Победа    | 2-0    | Даниэль Грбич | Удушающий приём (гильотина) | Kaisho Battle Kaisho Battle 14    | 18 ноября 2017   | 2     | 2:20  | Хельсингборг, Швеция |            |
| Победа    | 1-0    | Халед Лааллам | Удушающий приём (Д’Арс)     | Fight Club Rush Fight Club Rush 1 | 10 сентября 2017 | 2     | 2:06  | Вестерос, Швеция     |            |